# Praha 15
Praha 15 je městská část na jihovýchodě hlavního města Prahy o rozloze 1024,94 ha, tvořená katastrálními územími Horní Měcholupy a Hostivař. Praha 15 vznikla 18. listopadu 1994, do té doby byla Hostivař součástí městské části Praha 10 a Horní Měcholupy byly samostatnou městskou částí Praha-Horní Měcholupy (od 24. listopadu 1990).

## Správní obvod Praha 15
Úřad městské části Praha 15 je pověřen výkonem rozšířené působnosti státní správy též pro samosprávné městské části Praha-Dolní Měcholupy, Praha-Dubeč, Praha-Petrovice, Praha-Štěrboholy.
Od roku 1994 do další reformy správního členění Prahy v roce 2001 vykonávala Praha 15 část přenesené působnosti i pro městské části Praha-Benice, Praha-Kolovraty, Praha-Nedvězí a Praha-Uhříněves, které byly v roce 2001 vyčleněny do nového správního obvodu Praha 22.

## Školství
Na území Prahy 15 se nachází 5 základních škol zřízených městskou částí, 1 soukromá základní škola (ScioŠkola Hostivař - základní škola, s.r.o.), 1 základní umělecká škola, 3 soukromá Pedagogická lycea, Gymnázium bratří Čapků, Křesťanské gymnázium, Soukromé střední odborné učiliště, 1 střední odborná učiliště a 8 mateřských škol zřízených městskou částí.

## Příroda

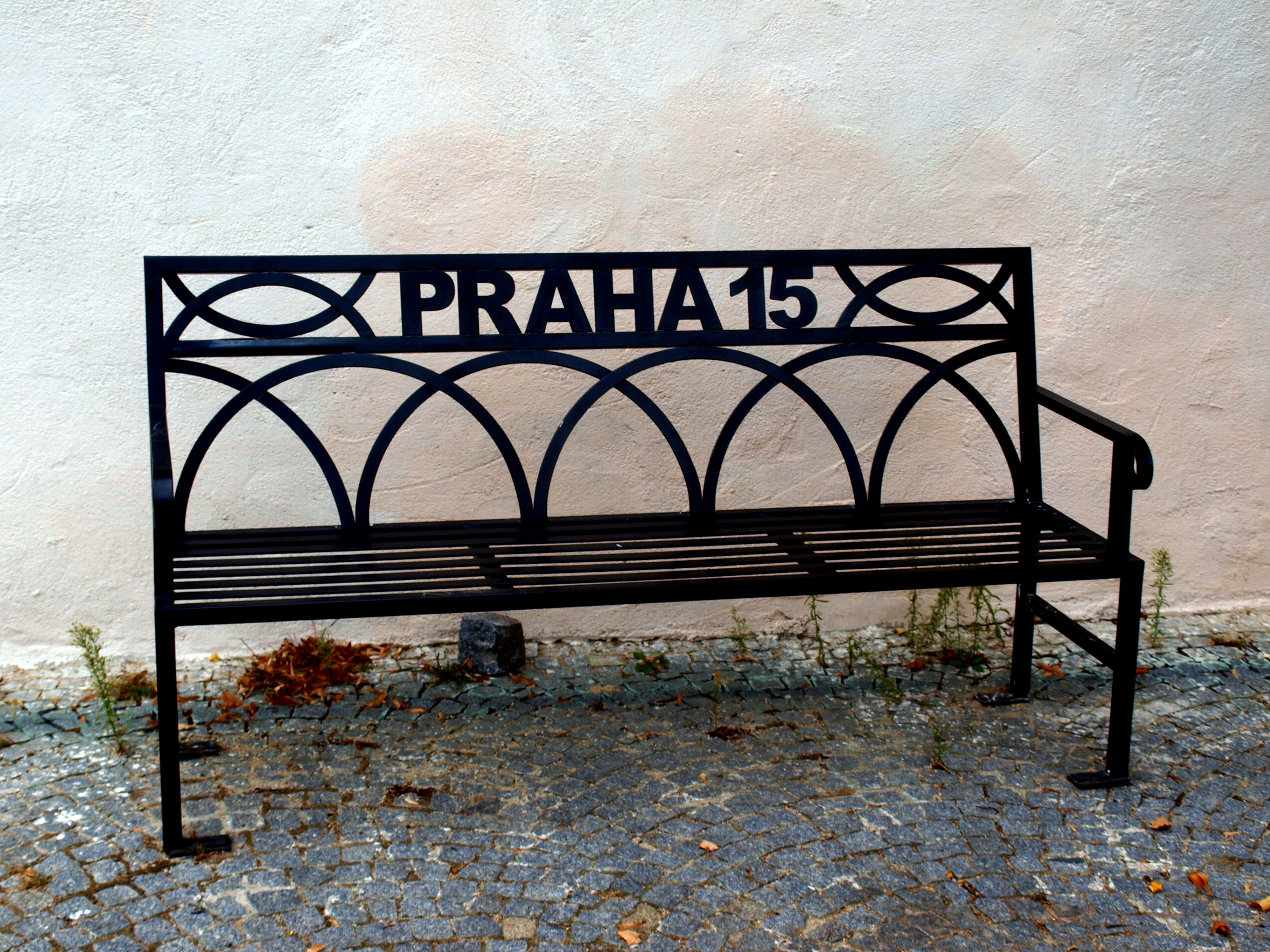
Lavička s logem Prahy 15

V Praze 15 se také nachází část vodní nádrže Hostivař a výrazný vrch Kozinec, kde je doložena existence starého slovanského hradiště. Přehradou protéká potok Botič, který je od hráze dále ke staré Hostivaři chráněn jako přírodní památka Meandry Botiče. Dále se v městské části nachází ornitologická kroužkovací stanice a Středisko ekologické výchovy hl. m. Prahy Toulcův dvůr.

## Památky a památníky
- Toulcův dvůr – pozdně goticky a renesančně přestavěná tvrz ze 14. století, dnes sídlo ekologického centra
- kostel Stětí sv. Jana Křtitele – raně gotický chrám ze 13. století s ohradní zdí a dřevěnou zvonicí na podezdívce z 18. století
- soubor domů, hospodářských dvorů a usedlostí v Hostivaři
- hostivařský hřbitov – soubor sepulkrální architektury a plastik od 19. stol. do současnosti. Mimo jiné jsou zde hroby F. X. Šaldy a Antonína Švehly
- starožitné kovové kříže v Hostivaři
- památníky padlých z obou světových válek s pamětními deskami v Hostivaři i Horních Měcholupech
- zvonička v Horních Měcholupech

## Známé osobnosti
- V Hostivaři v letech 1824–1835 působil František Kautský (1769–1835), katolický kněz a spisovatel, proslulý kazatel a autor nábožných písní
- Katolický spisovatel Jan Nepomuk Černohouz (1836–1919) prošel jako kněz více farností, v letech 1890–1912 působil na hostivařské faře. Mimo jiné vydal Encyklopaedii příkladů z písma svatého, z dějin církve i z obecného života a Sbírku příkladů z dějin slovanských, zvláště českých.
- Rodák z hostivařské rodiny starosty a statkáře Antonín Švehla (1873–1933) proslul jako politik, předseda Strany agrární, v roce 1918 byl jedním z „mužů 28. října“. V období první republiky působil v řadě čelných funkcí včetně předsedy vlády.
- František Xaver Šalda (1867–1937) byl čelný literární kritik 1. poloviny 20. století. Jeho rodiče se přestěhovali do Hostivaře, kde je F. X. Šalda pohřben.
- V současnosti (2019) bydlí na území Prahy 15 herci Jiřina Bohdalová nebo Aleš Háma.
- MČ Praha 15 vedli jako starostové Jan Nádvorník, Jiří Petříš (po dobu jeho dlouhodobé nemoci byl zvolen zastupujícím starostou Pavel Frydrych) a od roku 2010 Pavel Klega. Po volbách v roce 2014 se stal novým starostou Milan Wenzl, který ve funkci zůstal i po následujících volbách.

## Partnerská města
- Harlow, Spojené království
- Žilina, Slovensko